# Simone Mengon
Marco Mengon (Trento, 3 gennaio 2000) è un pallamanista italiano, centrale dello Stoccarda e della nazionale italiana.

## Carriera

### Club

#### Inizi e Franca: Montpellier e Billère
Cresce assieme al gemello Marco nella Pallamano Pressano, conquistando tra il 2014 e il 2017 sei titoli italiani giovanili tra Under-16 e Under-20 e venendo costantemente premiato come miglior giocatore delle manifestazioni. Considerato assieme al fratello come uno dei maggiori talenti della pallamano italiana, nell'estate del 2017 si unisce alle giovanili del Montpellier, una delle academy più importanti d'Europa. Nella stagione 2019-2020 entra a far parte della prima squadra, esordendo nel massimo campionato francese il 16 ottobre 2019 nel pareggio contro l'Istres; viene inoltre inserito nella lista EHF per la partecipazione alla Champions League, competizione che il Montpellier vincerà.
Al termine dei tre anni passati nell'Academy del Montpellier, Simone firma per il Billère, squadra di seconda divisione francese. Simone gioca bene sin dall'inizio, tant'è che dopo pochi mesi la dirigenza del Billère lo rinnova con un nuovo contratto fino al 2023. Chiude l'esperienza francese in seconda divisione con 238 reti in 72 presenze.

#### Bundesliga: Eisenach e Stoccarda
A metà giugno viene ufficializzato il suo passaggio al ThSV Eisenach, squadra tedesca neopromossa in Handball-Bundesliga. Diventa il terzo italiano di sempre a disputare la Bundesliga, dopo Michele Skatar e Domenico Ebner, il primo nella storia dell'Eisenach. Nella seconda stagione in Germania si consacra come il secondo miglior marcatore di squadra (143), dietro solo all'irraggiungibile Grgić che chiude capocannoniere della Bundes con oltre 300 reti. Al termine del biennio all'Eisenach, Mengon si trasferisce assieme all'allenatore Misha Kaufmann allo Stoccarda, trasferimento già annunciato alla fine di gennaio.

### Nazionale
Il 4 dicembre 2024 viene inserito nella long list dei convocati per il ritiro pre Mondiale 2025.

## Palmares

### Competizioni giovanili
- Campionato italiano di pallamano maschile U14: 1

2013-14
- Campionato italiano di pallamano maschile U16: 2

2014-15, 2015-16
- Campionato italiano di pallamano maschile U18: 2

2014-15, 2016-17
- Campionato italiano di pallamano maschile U21: 1

2015-16

### Competizioni nazionali
- Trophée des champions di pallamano maschile: 1

Montpellier: 2018

### Individuale
- FIGH Awards:

Miglior giocatore italiano assoluto

## Statistiche

### Presenze e reti nei club
Statistiche aggiornate al 8 giugno 2025.
| Stagione              | Squadra               | Campionato            | Campionato | Campionato | Coppe nazionali | Coppe nazionali | Coppe nazionali | Coppe continentali | Coppe continentali | Coppe continentali | Altre coppe | Altre coppe | Altre coppe | Totale | Totale |
| Stagione              | Squadra               | Comp                  | Pres       | Reti       | Comp            | Pres            | Reti            | Comp               | Pres               | Reti               | Comp        | Pres        | Reti        | Pres   | Reti   |
| --------------------- | --------------------- | --------------------- | ---------- | ---------- | --------------- | --------------- | --------------- | ------------------ | ------------------ | ------------------ | ----------- | ----------- | ----------- | ------ | ------ |
| 2015-2016             | Pressano              | A                     | 10         | 1          | CI              | 3               | 0               | ChC                | 2                  | 0                  | -           | -           | -           | 15     | 1      |
| 2016-2017             | Pressano              | A                     | 26         | 22         | CI              | 3               | 1               | -                  | -                  | -                  | -           | -           | -           | 29     | 23     |
| Totale Pressano       | Totale Pressano       | Totale Pressano       | 44         | 23         |                 | 6               | 1               |                    | 2                  | 0                  |             | -           | -           | 50     | 24     |
| 2017-2018             | Montpellier II        | N1                    | 29         | 49         | -               | -               | -               | -                  | -                  | -                  | -           | -           | -           | 29     | 49     |
| 2018-2019             | Montpellier II        | N1                    | 15         | 42         | -               | -               | -               | -                  | -                  | -                  | -           | -           | -           | 15     | 42     |
| 2019-2020             | Montpellier II        | N1                    | 10         | 35         | -               | -               | -               | -                  | -                  | -                  | -           | -           | -           | 10     | 35     |
| Totale Montpellier II | Totale Montpellier II | Totale Montpellier II | 54         | 126        |                 | -               | -               |                    | -                  | -                  |             | -           | -           | 54     | 126    |
| 2019-2020             | Montpellier           | D1                    | 1          | 0          | -               | -               | -               | CL                 | 0                  | 0                  | -           | -           | -           | 1      | 0      |
| 2020-2021             | Billère               | D2                    | 24         | 51         | -               | -               | -               | -                  | -                  | -                  | -           | -           | -           | 24     | 51     |
| 2021-2022             | Billère               | D2                    | 28         | 98         | CdF             | 1               | 2               | -                  | -                  | -                  | -           | -           | -           | 29     | 100    |
| 2022-2023             | Billère               | D2                    | 20         | 89         | CdF             | 1               | 4               | -                  | -                  | -                  | -           | -           | -           | 21     | 93     |
| Totale Billère        | Totale Billère        | Totale Billère        | 72         | 238        |                 | 2               | 6               |                    | -                  | -                  |             | -           | -           | 74     | 244    |
| 2023-2024             | Eisenach              | BL                    | 32         | 56         | CG              | 2               | 3               | -                  | -                  | -                  | -           | -           | -           | 34     | 59     |
| 2024-2025             | Eisenach              | BL                    | 34         | 143        | CG              | 3               | 9               | -                  | -                  | -                  | -           | -           | -           | 37     | 152    |
| Totale Eisenach       | Totale Eisenach       | Totale Eisenach       | 66         | 199        |                 | 5               | 12              |                    | -                  | -                  |             | -           | -           | 71     | 211    |
| 2025-2026             | Stoccarda             | BL                    | 0          | 0          | CG              | 0               | 0               | -                  | -                  | -                  | -           | -           | -           | 0      | 0      |
| Totale carriera       | Totale carriera       | Totale carriera       | 236        | 581        |                 | 12              | 18              |                    | 0                  | 0                  |             | 0           | 0           | 245    | 609    |

### Cronologia, presenze e reti in nazionale
Aggiornato al 11 maggio 2025
| Data       | Città      | In casa    | Risultato | Ospiti      | Competizione                 | Reti |
| ---------- | ---------- | ---------- | --------- | ----------- | ---------------------------- | ---- |
| 14-01-2022 | Tórshavn   | Lettonia   | 23-36     | Italia      | Qual. Mondiali 2023          | 2    |
| 15-01-2022 | Tórshavn   | Italia     | 26-27     | Fær Øer     | Qual. Mondiali 2023          | 3    |
| 16-01-2022 | Tórshavn   | Italia     | 29-28     | Lussemburgo | Qual. Mondiali 2023          | 5    |
| 16-03-2022 | Padova     | Italia     | 28-29     | Slovenia    | Qual. Mondiali 2023          | 1    |
| 20-03-2022 | Celje      | Slovenia   | 28-21     | Italia      | Qual. Mondiali 2023          | 3    |
| 27-06-2022 | Arzew      | Egitto     | 38-35     | Italia      | Giochi del Mediterraneo 2022 | 4    |
| 30-06-2022 | Arzew      | Italia     | 33-34     | Serbia      | Giochi del Mediterraneo 2022 | 2    |
| 01-07-2022 | Arzew      | Tunisia    | 34-29     | Italia      | Giochi del Mediterraneo 2022 | 1    |
| 04-07-2022 | Arzew      | Italia     | 34-25     | Turchia     | Giochi del Mediterraneo 2022 | 1    |
| 13-10-2022 | Katowice   | Polonia    | 30-23     | Italia      | Qual. Euro24                 | 4    |
| 16-10-2022 | Pescara    | Italia     | 29-40     | Francia     | Qual. Euro24                 |      |
| 09-03-2023 | Pescara    | Italia     | 36-23     | Lettonia    | Qual. Euro24                 |      |
| 12-03-2023 | Valmiera   | Lettonia   | 23-29     | Italia      | Qual. Euro24                 | 1    |
| 01-11-2023 | Sakarya    | Turchia    | 37-28     | Italia      | Qual. Mondiali 2025          | 5    |
| 05-11-2023 | Chieti     | Italia     | 37-27     | Turchia     | Qual. Mondiali 2025          | 3    |
| 13-03-2024 | Hasselt    | Belgio     | 25-29     | Italia      | Qual. Mondiali 2025          | 1    |
| 18-03-2024 | Pescara    | Italia     | 33-31     | Belgio      | Qual. Mondiali 2025          | 2    |
| 09-05-2024 | Conversano | Italia     | 32-26     | Montenegro  | Qual. Mondiali 2025          | 3    |
| 12-05-2024 | Podgorica  | Montenegro | 32-34     | Italia      | Qual. Mondiali 2025          | 8    |
| 06-11-2024 | Sagunto    | Spagna     | 31-30     | Italia      | Qual. Euro26                 | 3    |
| 10-11-2024 | Fasano     | Italia     | 31-30     | Serbia      | Qual. Euro26                 | 6    |
| 14-01-2025 | Herning    | Italia     | 32-25     | Tunisia     | Mondiali 2025 - 1º turno     | 4    |
| 16-01-2025 | Herning    | Italia     | 32-23     | Algeria     | Mondiali 2025 - 1º turno     | 5    |
| 18-01-2025 | Herning    | Danimarca  | 39-20     | Italia      | Mondiali 2025 - 1º turno     | 2    |
| 21-01-2025 | Herning    | Rep. Ceca  | 18-25     | Italia      | Mondiali 2025 - Main Round   | 2    |
| 23-01-2025 | Herning    | Italia     | 27-34     | Germania    | Mondiali 2025 - Main Round   | 4    |
| 25-01-2025 | Herning    | Italia     | 25-33     | Svizzera    | Mondiali 2025 - Main Round   | 2    |
| 13-03-2025 | Jelgava    | Lettonia   | 30-35     | Italia      | Qual. Euro26                 | 2    |
| 16-03-2025 | Oristano   | Italia     | 41-30     | Lettonia    | Qual. Euro26                 | 3    |
| 08-05-2025 | Fasano     | Italia     | 29-33     | Spagna      | Qual. Euro26                 | 5    |
| 11-05-2025 | Kraljevo   | Serbia     | 28-24     | Italia      | Qual. Euro26                 | 6    |
| Totale     |            | Presenze   | 31        |             | Reti                         | 92   |